# Boeing XPB
Boeing XPB (Boeing Model 50) là một loại thuyền bay tuần tra tầm xa hai tầng cánh hai động cơ được Boeing chế tạo cho Hải quân Hoa Kỳ trong thập niên 1920.

## Thiết kế và phát triển
Tháng 9 năm 1924, Naval Aircraft Factory (Nhà máy Máy bay Hải quân) được giao nhiệm vụ thiết kế một loại thuyền bay hai động cơ tầm xa có khả năng bay giữa San Francisco và Hawaii với khoảng cách 3.860 km (2.400 dặm). Isaac Laddon, một nhân viên của Consolidated Aircraft, đã thực hiện thiết kế ban đầu và sau đó chuyển cho Boeing tiếp tục xây dựng chi tiết. Sau khi chế tạo, nhà sản xuất đặt tên định danh cho mẫu thuyền bay mới là Model 50, đây là loại thuyền bay hai tầng cánh có thiết kế rất hợp lý ở thời điểm đó. Cánh được làm bằng kim loại, với đầu cánh và mép cánh bằng gỗ. Thân máy bay có phần dưới bằng kim loại, nửa trên làm bằng khung gỗ nhiều lớp có phủ lớp gỗ mỏng bên ngoài (veneer). Hai động cơ V12 Packard 2A-2500 công suất 600 kW (800 mã lực) dẫn động hai cánh quạt bốn cánh được lắp song song trước và sau.

## Lịch sử hoạt động

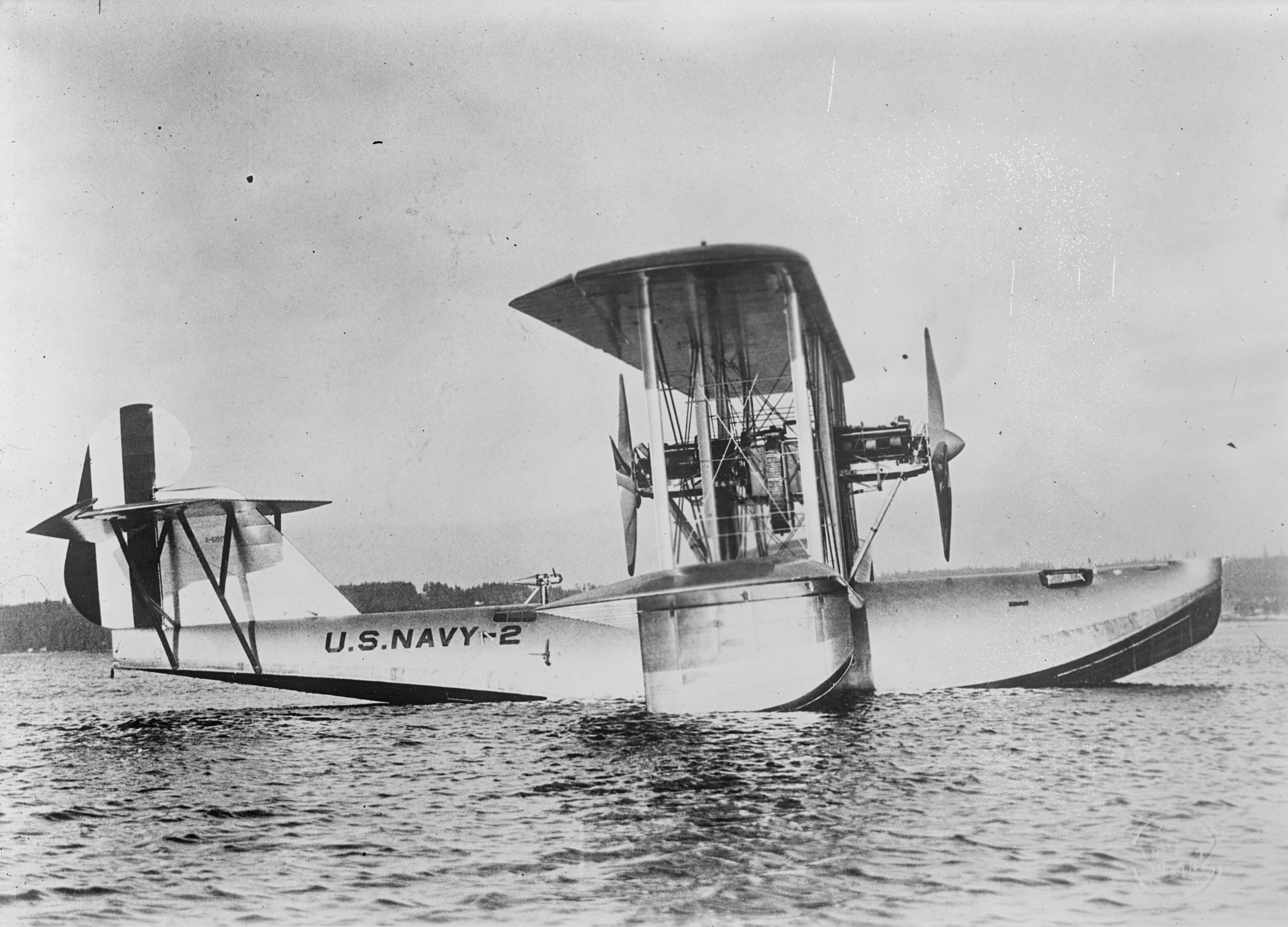
Boeing XPB-1

Hải quân Mỹ đặt tên cho Boeing Model 50 là XPB-1, thực hiện chuyến bay đầu tiên vào tháng 8 năm 1925. Người ta dự định sử dụng nó để bay dẫn đầu phía trước một cặp máy bay Naval Aircraft Factory PN-9 trong hành trình đến Hawaii vào ngày 31 tháng 8 năm 1925, nhưng một sự cố động cơ đã khiến việc tham gia chuyến bay bị hủy bỏ. Năm 1928, Naval Aircraft Factory thay thế hai động cơ Packard của XPB-1 bằng hai động cơ piston hướng kính Pratt & Whitney R-1690 Hornet có công suất 370 kW (500 mã lực), và sau đó đặt tên là XPB-2.

## Thông số kỹ thuật (XPB-1)
Dữ liệu lấy từ Boeing Aircraft since 1916

### Đặc điểm tổng quát
- Phi hành đoàn: 5 người
- Chiều dài: 18,098 m (59 ft 4,5 in)
- Sải cánh: 26,67 m (87 ft 6 in)
- Chiều cao: 6,35 m (20 ft 10 in)
- Diện tích cánh: 167,3 m2 (1.801 ft2)
- Kết cấu dạng cánh: Clark Y[1]
- Trọng lượng không tải: 5.239 kg (11.551 lb)
- Trọng lượng có tải: 12.193 kg (26.882 lb)
- Động cơ: 2 × Động cơ V12 làm mát bằng chất lỏng Packard 2A-2500, mỗi động cơ có công suất 600 kW (800 mã lực)

### Hiệu suất bay
- Tốc độ tối đa: 180 km/h (112 dặm/giờ; 97 hải lý/giờ)
- Tốc độ hành trình: 151 km/h (94 dặm/giờ; 82 hải lý/giờ)
- Tầm bay: 4.000 km (2.500 dặm; 2.200 hải lý)
- Trần bay: 2.700 m (9.000 ft)
- Vận tốc tăng độ cao: 20 m/s (4.000 ft/phút)

### Vũ khí trang bị
- Súng: 3 × Súng máy 7,62 mm
- Bom: 1.800 kg (4.000 lb)